# Дальнее сельское поселение (Мордовия)
Дальнее се́льское поселе́ние — упразднённое муниципальное образование в Лямбирском районе Мордовии Российской Федерации.
Административный центр — посёлок Дальний.

## История
Образовано в 2005 году в границах сельсовета.
Законом от 24 апреля 2019 года, Дальнее сельское поселение и одноимённый ему сельсовет были упразднены, а входившие в их состав населённые пункты были включены в Первомайское сельское поселение и сельсовет.

## Население
| 2002 | 2010 | 2012 | 2013 | 2014 | 2015 | 2016 |
| ---- | ---- | ---- | ---- | ---- | ---- | ---- |
| 544  | ↘464 | ↗465 | ↘447 | ↘437 | ↘425 | ↘416 |
| 2017 | 2018 | 2019 |      |      |      |      |
| ↘407 | ↗408 | ↘406 |      |      |      |      |

## Состав сельского поселения
| № | Населённый пункт | Тип населённого пункта | Население |
| - | ---------------- | ---------------------- | --------- |
| 1 | Дальний          | посёлок                | ↘113      |
| 2 | Николаевка       | деревня                | ↘336      |
| 3 | Языково          | деревня                | ↘15       |